# Sojuz TM-9

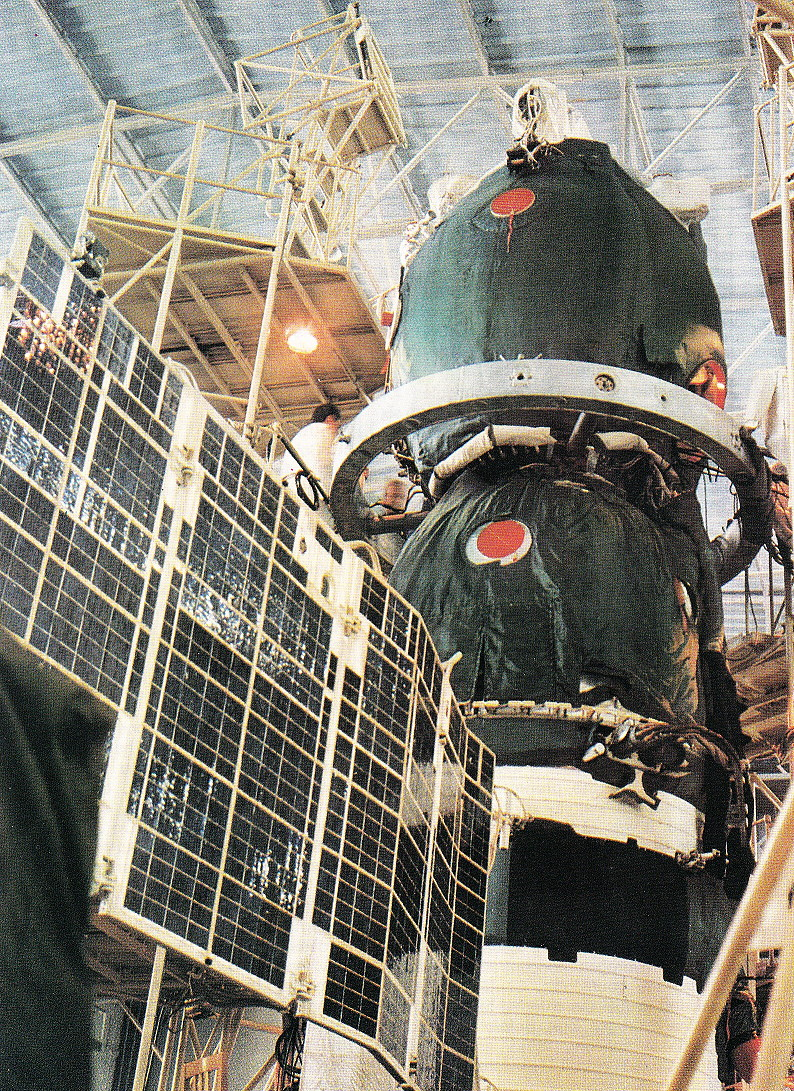
Sojuz TM-9

Sojuz TM-9 – radziecka załogowa misja kosmiczna, stanowiąca dziewiątą ekspedycję na stację kosmiczną Mir.
Podczas dokowania pojazdu, kosmonauci na pokładzie stacji zauważyli, że izolacja termiczna modułu lądownika zbliżającego się Sojuza TM-9 częściowo oderwała się. Obawiano się, że kapsuła może się ochłodzić, doprowadzając do skroplenia pary wodnej, które mogło doprowadzić do spięć w systemie elektrycznym. Poluzowane fragmenty izolacji mogły też zablokować czujnik podczerwieni, wykorzystywany do orientacji kapsuły przy wchodzeniu w atmosferę.
Obawiano się też, że ładunki wybuchowe służące do rozdzielenia modułu serwisowego i modułu lądownika mogą zawieść po bezpośrednim wystawieniu na otwartą przestrzeń, że osłona termiczna może stracić swoje właściwości po kontakcie z otwartą przestrzenią, i że spacer kosmiczny przeprowadzony w celu naprawy izolacji może doprowadzić do dodatkowych uszkodzeń. Rozważano wysłanie Sojuza TM-10 z jednym kosmonautą na pokładzie w misji ratunkowej.
Podczas spaceru kosmicznego kosmonauci złożyli dwa z trzech koców izolacyjnych, a trzeci pozostawili w spokoju. W drodze powrotnej na Ziemię kosmonauci odrzucili moduły serwisowy i orbitalny jednocześnie, aby zminimalizować szansę na zaplątanie się elementów izolacji. Moduł lądownika nie został w żaden sposób uszkodzony przez wystawienie na działanie próżni. Powrót przebiegł bezproblemowo.